# Montfort-sur-Boulzane
Pour les articles homonymes, voir Montfort et Boulzane (homonymie).
Montfort-sur-Boulzane (Montfòrt en occitan) est une commune française située dans le sud-ouest du département de l'Aude, en région Occitanie.
Sur le plan historique et culturel, la commune fait partie du Pays de Sault, un plateau situé entre 990 et 1310 mètres d'altitude fortement boisé. Exposée à un climat méditerranéen, elle est drainée par la Boulzane et par divers autres petits cours d'eau. La commune possède un patrimoine naturel remarquable : trois sites Natura 2000 (le « pays de Sault », le « massif de Madres-Coronat » et la « haute Vallée de l'Aude et Bassin de l'Aiguette ») et sept zones naturelles d'intérêt écologique, faunistique et floristique.
Montfort-sur-Boulzane est une commune rurale qui compte 88 habitants en 2022, après avoir connu un pic de population de 989 habitants en 1821. Ses habitants sont appelés les Montfortais ou  Montfortaises.

## Géographie
La commune est limitrophe du département des Pyrénées-Orientales. Elle est située sur la Boulzane et la Méridienne verte, dans le Fenouillèdes audois.

### Communes limitrophes
| Salvezines                      | Gincla                       | Vira (Pyrénées-Orientales)       |
| Sainte-Colombe-sur-Guette       | Montfort-sur-Boulzane        | Rabouillet (Pyrénées-Orientales) |
| Counozouls (par un quadripoint) | Mosset (Pyrénées-Orientales) |                                  |

### Hydrographie
La commune est dans la région hydrographique « Côtiers méditerranéens », au sein du bassin hydrographique Rhône-Méditerranée-Corse. Elle est drainée par la Boulzane, le ruisseau de la Groseille, le ruisseau de la Rivierette, le ruisseau de Las Peyros, le ruisseau del Gril, le ruisseau de Rambergue et le ruisseau des Escoumeilles, qui constituent un réseau hydrographique de 20 km de longueur totale,.
La Boulzane, d'une longueur totale de 33,9 km, prend sa source dans la commune et s'écoule vers le nord puis se réoriente vers l'est. Elle traverse la commune et se jette dans l'Agly à Saint-Paul-de-Fenouillet, après avoir traversé 7 communes.

### Climat
Pour des articles plus généraux, voir Climat de l'Occitanie et Climat de l'Aude.
En 2010, le climat de la commune est de type climat méditerranéen altéré, selon une étude s'appuyant sur une série de données couvrant la période 1971-2000. En 2020, Météo-France publie une typologie des climats de la France métropolitaine dans laquelle la commune est exposée à un climat de montagne ou de marges de montagne et est dans la région climatique Pyrénées orientales, caractérisée par une faible pluviométrie, un très bon ensoleillement (2 600 h/an), un air sec, particulièrement en hiver et peu de brouillards.
Pour la période 1971-2000, la température annuelle moyenne est de 10,5 °C, avec une amplitude thermique annuelle de 14,6 °C. Le cumul annuel moyen de précipitations est de 845 mm, avec 8,2 jours de précipitations en janvier et 5,2 jours en juillet. Pour la période 1991-2020, la température moyenne annuelle observée sur la station météorologique la plus proche, située sur la commune de Granès à 18 km à vol d'oiseau, est de 13,5 °C et le cumul annuel moyen de précipitations est de 724,6 mm,. Pour l'avenir, les paramètres climatiques de la commune estimés pour 2050 selon différents scénarios d’émission de gaz à effet de serre sont consultables sur un site dédié publié par Météo-France en novembre 2022.

### Milieux naturels et biodiversité

#### Réseau Natura 2000

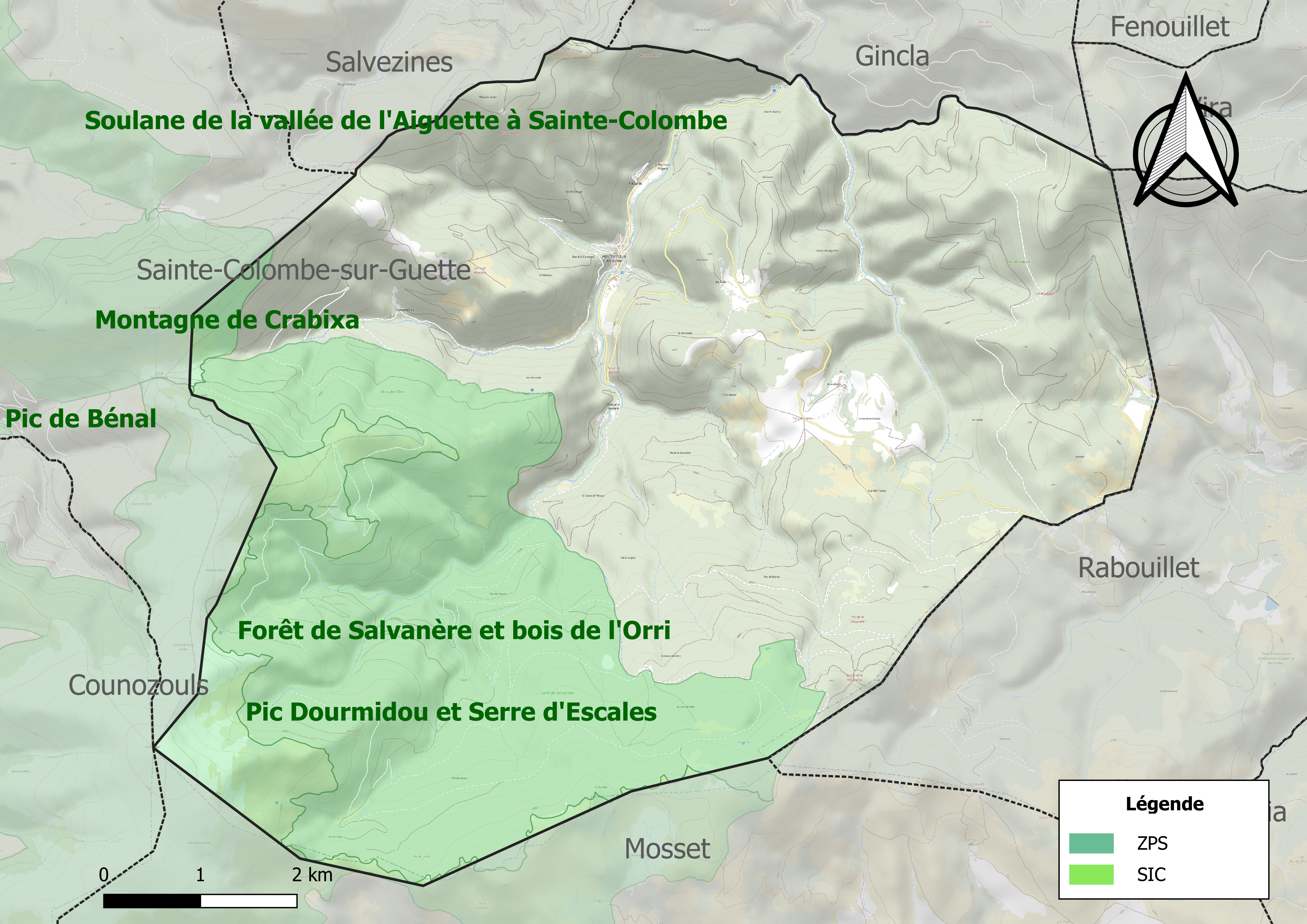
Sites Natura 2000 sur le territoire communal.

Le réseau Natura 2000 est un réseau écologique européen de sites naturels d'intérêt écologique élaboré à partir des directives habitats et oiseaux, constitué de zones spéciales de conservation (ZSC) et de zones de protection spéciale (ZPS).
Deux sites Natura 2000 ont été définis sur la commune au titre de la directive habitats :
- le « massif de Madres-Coronat », d'une superficie de 21 363 ha, offrant une multitude de faciès de végétation avec aussi bien des garrigues supra-méditerranéennes, des pinèdes à Pin sylvestre ou à Pin à crochet, que des hêtraies pures ou des hêtraies-sapinières, des landes à Genêt purgatif ou à Rhododendron, ou encore des pelouses alpines[15] ;
- la « haute Vallée de l'Aude et Bassin de l'Aiguette », d'une superficie de 17 055 ha, particulièrement intéressant pour ses milieux aquatiques. Il comprend des populations de Desmans des Pyrénées, Barbeau méridional, d'Écrevisse à pattes blanches ainsi que des chabots[16] ;

et un au titre de la directive oiseaux : 
- le « pays de Sault », d'une superficie de 71 499 ha, présentant une grande diversité d'habitats pour les oiseaux. On y rencontre donc aussi bien les diverses espèces de rapaces rupestres, en particulier les vautours dont les populations sont en augmentation, que les passereaux des milieux ouverts (bruant ortolan, alouette lulu) et des espèces forestières comme le pic noir[17].

#### Zones naturelles d'intérêt écologique, faunistique et floristique
L’inventaire des zones naturelles d'intérêt écologique, faunistique et floristique (ZNIEFF) a pour objectif de réaliser une couverture des zones les plus intéressantes sur le plan écologique, essentiellement dans la perspective d’améliorer la connaissance du patrimoine naturel national et de fournir aux différents décideurs un outil d’aide à la prise en compte de l’environnement dans l’aménagement du territoire.
Trois ZNIEFF de type 1 sont recensées sur la commune :
- la « forêt de Salvanère et bois de l'Orri » (1 008 ha), couvrant 2 communes dont 1 dans l'Aude et 1 dans les Pyrénées-Orientales[19] ;
- la « montagne de Crabixa » (236 ha), couvrant 2 communes du département[20] ;
- le « pic Dourmidou et Serre d'Escales » (1 248 ha), couvrant 4 communes dont 3 dans l'Aude et 1 dans les Pyrénées-Orientales[21] ;

et quatre ZNIEFF de type 2, : 
- les « Fenouillèdes audois » (12 141 ha), couvrant 13 communes dont 11 dans l'Aude et 2 dans les Pyrénées-Orientales[22] ;
- la « forêt de Boucheville » (4 928 ha), couvrant 8 communes dont 2 dans l'Aude et 6 dans les Pyrénées-Orientales[23] ;
- le « massif du Dourmidou et Forêt de Salvanère » (5 368 ha), couvrant 5 communes dont 3 dans l'Aude et 2 dans les Pyrénées-Orientales[24];
- le « massif du Fenouillèdes » (34 157 ha), couvrant 40 communes dont 1 dans l'Aude et 39 dans les Pyrénées-Orientales[25].

Carte des ZNIEFF de type 1 et 2 à Montfort-sur-Boulzane.
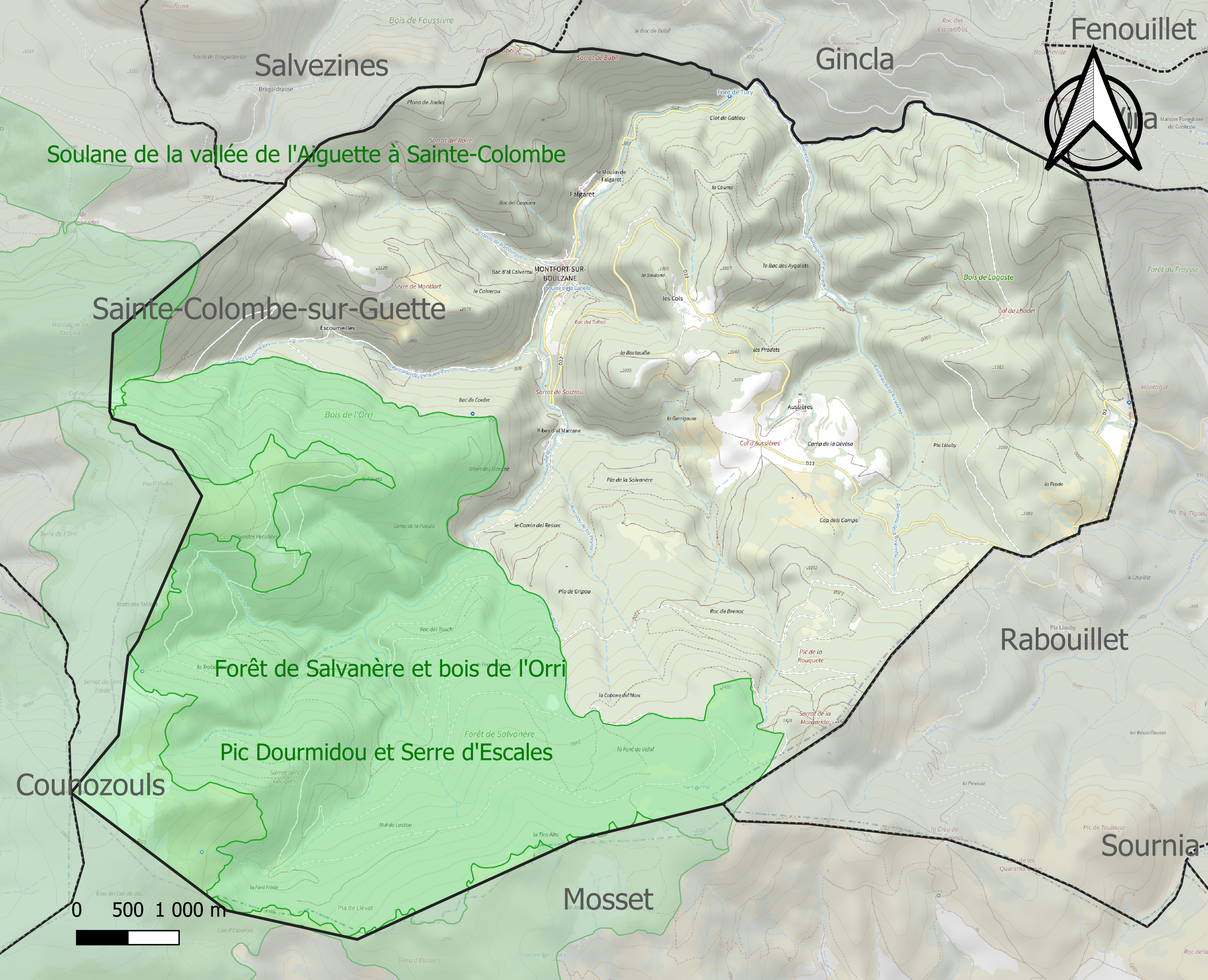
Carte des ZNIEFF de type 1 sur la commune.
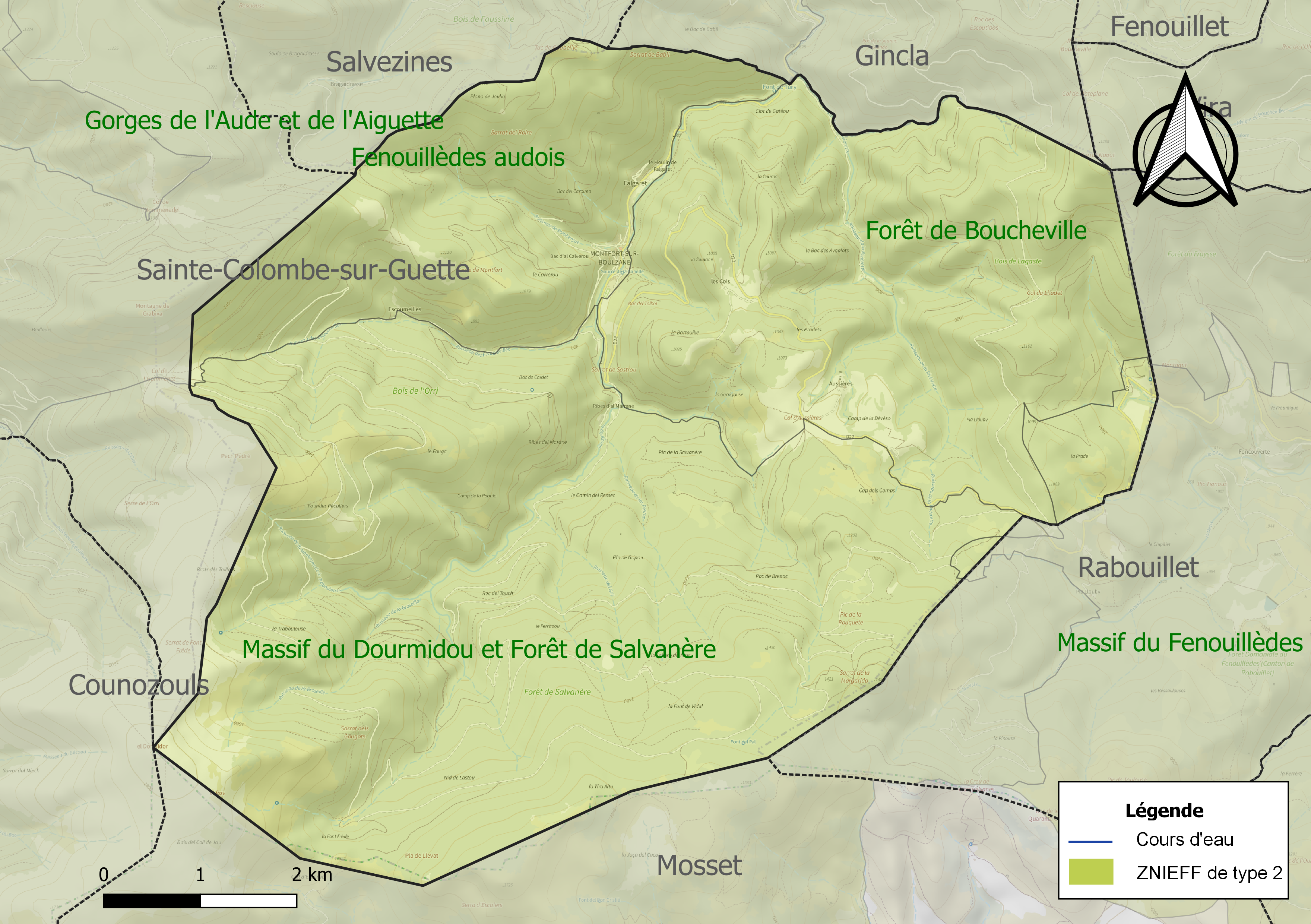
Carte des ZNIEFF de type 2 sur la commune.

## Urbanisme

### Typologie
Au 1er janvier 2024, Montfort-sur-Boulzane est catégorisée commune rurale à habitat dispersé, selon la nouvelle grille communale de densité à 7 niveaux définie par l'Insee en 2022.
Elle est située hors unité urbaine et hors attraction des villes,.

### Occupation des sols
L'occupation des sols de la commune, telle qu'elle ressort de la base de données européenne d’occupation biophysique des sols Corine Land Cover (CLC), est marquée par l'importance des forêts et milieux semi-naturels (99,3 % en 2018), en augmentation par rapport à 1990 (98,2 %). La répartition détaillée en 2018 est la suivante : 
forêts (84,1 %), milieux à végétation arbustive et/ou herbacée (15,1 %), zones agricoles hétérogènes (0,7 %). L'évolution de l’occupation des sols de la commune et de ses infrastructures peut être observée sur les différentes représentations cartographiques du territoire : la carte de Cassini (XVIIIe siècle), la carte d'état-major (1820-1866) et les cartes ou photos aériennes de l'IGN pour la période actuelle (1950 à aujourd'hui).

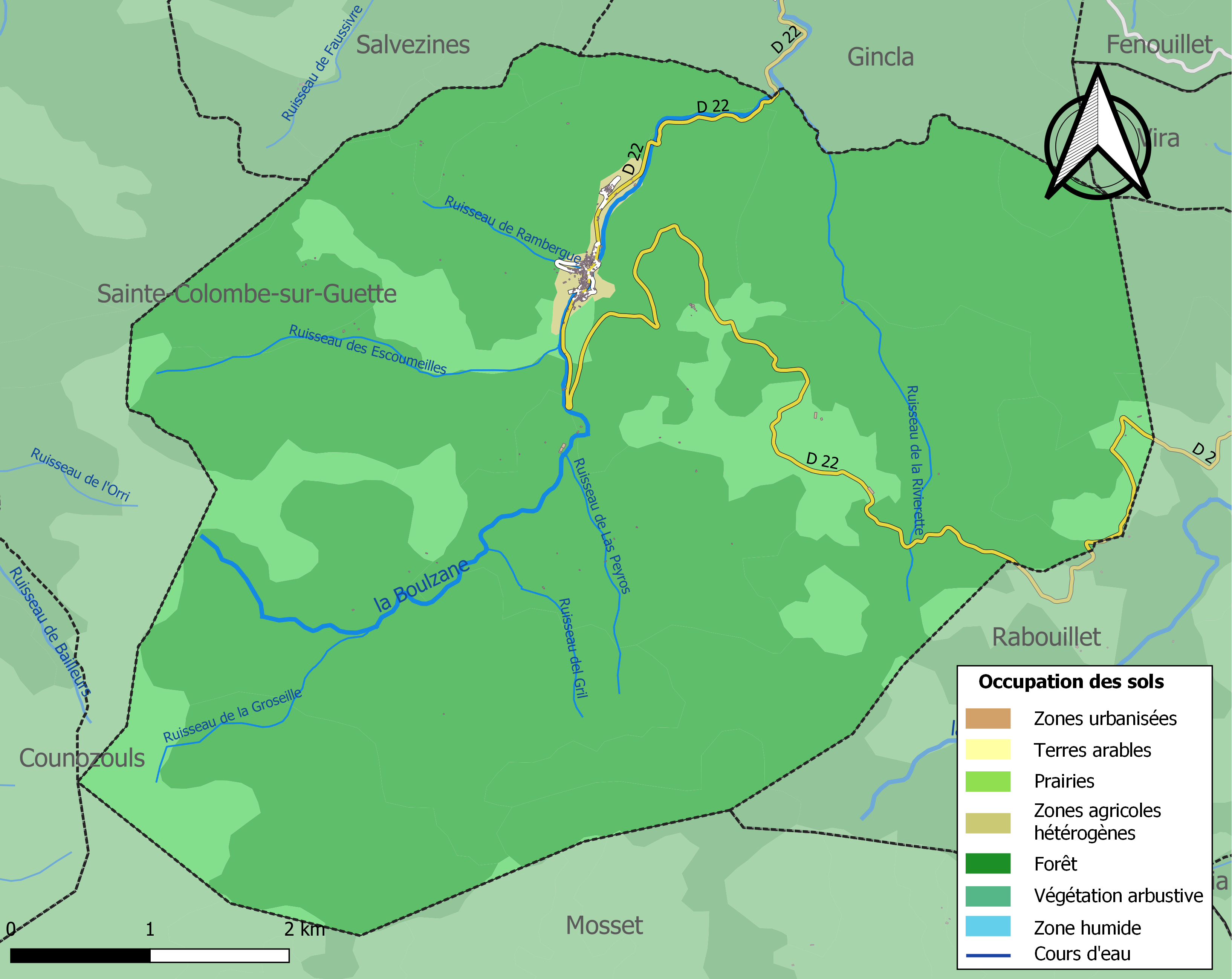
Carte des infrastructures et de l'occupation des sols de la commune en 2018 (CLC).

### Risques majeurs
Le territoire de la commune de Montfort-sur-Boulzane est vulnérable à différents aléas naturels : météorologiques (tempête, orage, neige, grand froid, canicule ou sécheresse) et séisme (sismicité modérée). Il est également exposé à un risque particulier : le risque de radon. Un site publié par le BRGM permet d'évaluer simplement et rapidement les risques d'un bien localisé soit par son adresse soit par le numéro de sa parcelle.

#### Risques naturels

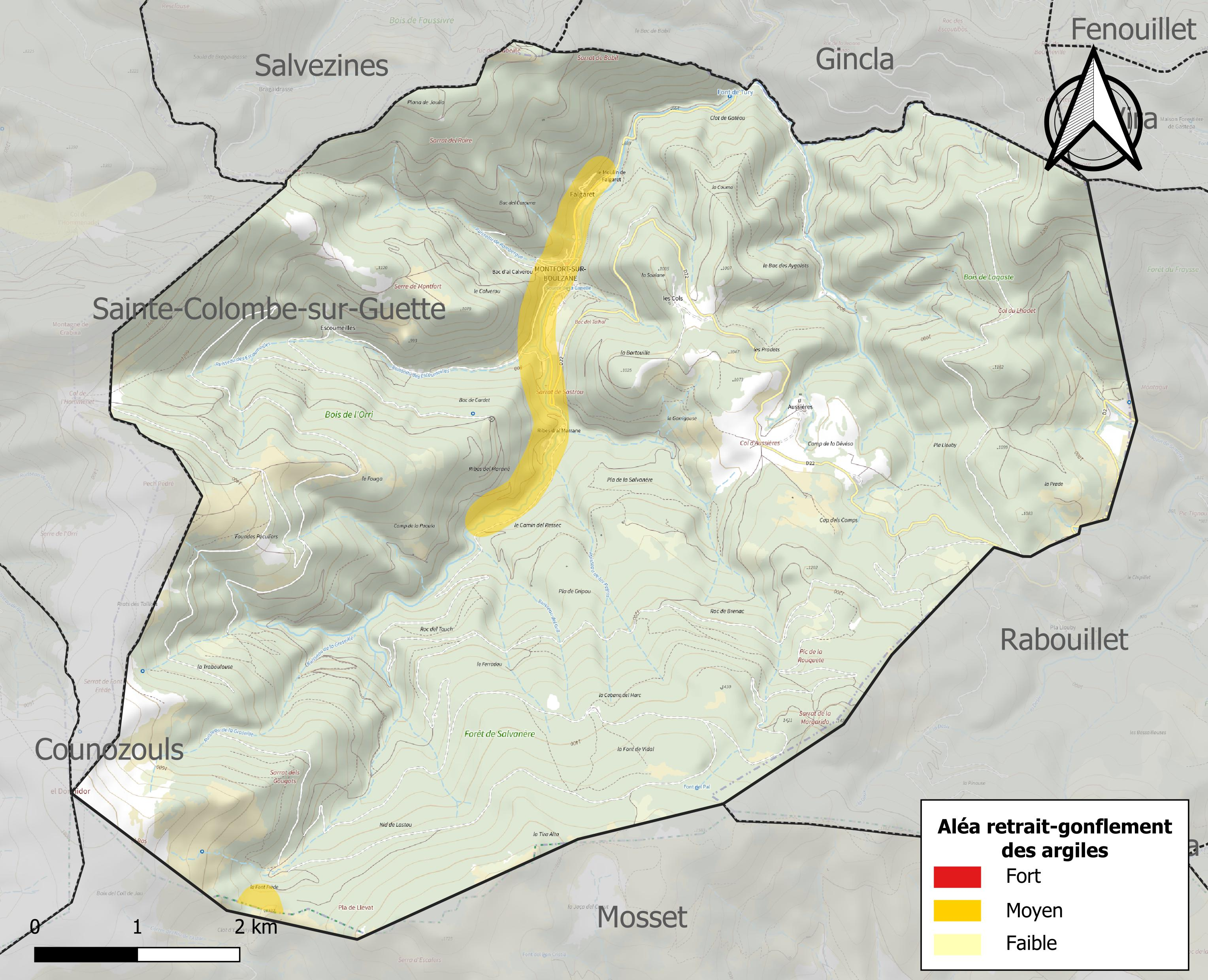
Carte des zones d'aléa retrait-gonflement des sols argileux de Montfort-sur-Boulzane.

Le retrait-gonflement des sols argileux est susceptible d'engendrer des dommages importants aux bâtiments en cas d’alternance de périodes de sécheresse et de pluie. 2,5 % de la superficie communale est en aléa moyen ou fort (75,2 % au niveau départemental et 48,5 % au niveau national). Sur les 185 bâtiments dénombrés sur la commune en 2019, 179 sont en aléa moyen ou fort, soit 97 %, à comparer aux 94 % au niveau départemental et 54 % au niveau national. Une cartographie de l'exposition du territoire national au retrait gonflement des sols argileux est disponible sur le site du BRGM,.

#### Risque particulier
Dans plusieurs parties du territoire national, le radon, accumulé dans certains logements ou autres locaux, peut constituer une source significative d’exposition de la population aux rayonnements ionisants. Certaines communes du département sont concernées par le risque radon à un niveau plus ou moins élevé. Selon la classification de 2018, la commune de Montfort-sur-Boulzane est classée en zone 3, à savoir zone à potentiel radon significatif.

## Histoire
En 958, Sunifred II de Cerdagne, comte de Cerdagne et seigneur supérieur de la vicomté de Fenouillèdes, donne la vallée de la Sainte-Croix (Haute Boulzane), où est compris le territoire de Montfort, à l'abbaye Saint-Michel de Cuxà, qui le conservera jusqu'au XIIIe siècle.

## Politique et administration

### Liste des maires
| Période                                  | Période  | Identité        | Étiquette | Qualité |
| ---------------------------------------- | -------- | --------------- | --------- | ------- |
| mars 2001                                | 2020     | Gérard Jalibert |           |         |
| 2020                                     | En cours | Alain Renon     |           |         |
| Les données manquantes sont à compléter. |          |                 |           |         |

## Démographie
Ses habitants sont appelés les Monfortais.

L'évolution du nombre d'habitants est connue à travers les recensements de la population effectués dans la commune depuis 1793. Pour les communes de moins de 10 000 habitants, une enquête de recensement portant sur toute la population est réalisée tous les cinq ans, les populations de référence des années intermédiaires étant quant à elles estimées par interpolation ou extrapolation. Pour la commune, le premier recensement exhaustif entrant dans le cadre du nouveau dispositif a été réalisé en 2007.

En 2022, la commune comptait 88 habitants, en évolution de +8,64 % par rapport à 2016 (Aude : +2,65 %, France hors Mayotte : +2,11 %).
| 1793 | 1800 | 1806 | 1821 | 1831 | 1836 | 1841 | 1846 | 1851 |
| ---- | ---- | ---- | ---- | ---- | ---- | ---- | ---- | ---- |
| 683  | 717  | 812  | 989  | 902  | 883  | 885  | 964  | 866  |

| 1856 | 1861 | 1866 | 1872 | 1876 | 1881 | 1886 | 1891 | 1896 |
| ---- | ---- | ---- | ---- | ---- | ---- | ---- | ---- | ---- |
| 807  | 766  | 802  | 750  | 707  | 633  | 634  | 615  | 575  |

| 1901 | 1906 | 1911 | 1921 | 1926 | 1931 | 1936 | 1946 | 1954 |
| ---- | ---- | ---- | ---- | ---- | ---- | ---- | ---- | ---- |
| 543  | 508  | 509  | 399  | 349  | 295  | 284  | 257  | 200  |

| 1962 | 1968 | 1975 | 1982 | 1990 | 1999 | 2006 | 2007 | 2012 |
| ---- | ---- | ---- | ---- | ---- | ---- | ---- | ---- | ---- |
| 130  | 112  | 84   | 72   | 82   | 65   | 97   | 101  | 71   |

| 2017 | 2022 | - | - | - | - | - | - | - |
| ---- | ---- | - | - | - | - | - | - | - |
| 88   | 88   | - | - | - | - | - | - | - |

## Économie

### Emploi
| Division       | 2008   | 2013   | 2018   |
| -------------- | ------ | ------ | ------ |
| Commune        | 15,4 % | 10,6 % | 11,8 % |
| Département    | 10,2 % | 12,8 % | 12,6 % |
| France entière | 8,3 %  | 10 %   | 10 %   |

En 2018, la population âgée de 15 à 64 ans s'élève à 52 personnes, parmi lesquelles on compte 62,7 % d'actifs (51 % ayant un emploi et 11,8 % de chômeurs) et 37,3 % d'inactifs,. En  2018, le taux de chômage communal (au sens du recensement) des 15-64 ans est inférieur à celui du département, mais supérieur à celui de la France, alors qu'en 2008 il était supérieur à celui du département.
La commune est hors attraction des villes,. Elle compte 13 emplois en 2018, contre 17 en 2013 et 18 en 2008. Le nombre d'actifs ayant un emploi résidant dans la commune est de 26, soit un indicateur de concentration d'emploi de 50 % et un taux d'activité parmi les 15 ans ou plus de 39,5 %.
Sur ces 26 actifs de 15 ans ou plus ayant un emploi, 12 travaillent dans la commune, soit 46 % des habitants. Pour se rendre au travail, 65,4 % des habitants utilisent un véhicule personnel ou de fonction à quatre roues, 19,2 % s'y rendent en deux-roues, à vélo ou à pied et 15,4 % n'ont pas besoin de transport (travail au domicile).

### Activités hors agriculture
9 établissements sont implantés  à Montfort-sur-Boulzane au 31 décembre 2019.
Le secteur du commerce de gros et de détail, des transports, de l'hébergement et de la restauration est prépondérant sur la commune puisqu'il représente 55,6 % du nombre total d'établissements de la commune (5 sur les 9 entreprises implantées  à Montfort-sur-Boulzane), contre 32,3 % au niveau départemental.

### Agriculture
|               | 1988 | 2000 | 2010 | 2020 |
| ------------- | ---- | ---- | ---- | ---- |
| Exploitations | 7    | 6    | 4    | 4    |
| SAU (ha)      | 170  | 277  | 258  | 276  |

La commune est dans le Pays de Sault, une petite région agricole occupant le sud-ouest du département de l'Aude, également dénommée localement « Pyrénées centrales et pays de Sault ». En 2020, l'orientation technico-économique de l'agriculture  sur la commune est l'élevage de bovins pour la viande. Quatre exploitations agricoles ayant leur siège dans la commune sont dénombrées lors du recensement agricole de 2020 (sept en 1988). La superficie agricole utilisée est de 276 ha,,.

## Culture locale et patrimoine

### Lieux et monuments
- Église de la Décollation-de-Saint-Jean-Baptiste de Montfort-sur-Boulzane.

### Personnalités liées à la commune
- Louis de Chénier, diplomate français, père d'André Chénier, né à Montfort-sur-Boulzane.

### Héraldique
| Blason de Montfort-sur-Boulzane | Blason  | D'or au chevron brisé de sable.                  |
| Blason de Montfort-sur-Boulzane | Détails | Le statut officiel du blason reste à déterminer. |